# Rocade (câblage)
Pour les articles homonymes, voir Rocade.
En câblage, une rocade  est un câble constitué de plusieurs paires torsadés. Reliées à leurs extrémités à des connecteurs disponibles et souvent à un panneau de brassage, elles donnent de la flexibilité et des voies de secours à une installation.